# Pyrgomorphoidea
Pyrgomorphoidea es una superfamilia de insectos ortópteros celíferos que posee como única familia a Pyrgomorphidae. Se distribuye por África, en Oceanía, en Asia, el sur de Europa y en América tropical.

## Géneros
Según Orthoptera Species File (31 mars 2010):
- Orthacridinae Bolívar, 1905
  - Brunniellini Kevan, 1963
    -       - Brunniella Bolívar, 1905

  - Chapmanacridini Kevan, & Akbar, 1964
    -       - Chapmanacris Dirsh, 1959

  - Fijipyrgini Kevan, 1966
    -       - Fijipyrgus Kevan, 1966

  - Geloiini Bolívar, 1905
    -       - Geloius Saussure, 1899
      - Pseudogeloius Dirsh, 1963

  - Gymnohippini Kevan, & Akbar, 1964
    -       - Gymnohippus Bruner, 1910
      - Pyrgohippus Dirsh, 1963
      - Uhagonia Bolívar, 1905

  - Ichthiacridini Kevan, Singh & Akbar, 1964
    -       - Calamacris Rehn, 1904
      - Ichthiacris Bolívar, 1905
      - Sphenacris Bolívar, 1884

  - Malagasphenini Kevan, & Akbar, 1964
    -       - Malagasphena Kevan, Akbar & Singh, 1964

  - Mitricephalini Kevan, & Akbar, 1964
    -       - Mitricephala Bolívar, 1898
      - Mitricephaloides Kevan, 1963

  - Nereniini Kevan, 1964
    -       - Buergersius Ramme, 1930
      - Fusiacris Willemse, 1955
      - Kapaoria Bolívar, 1898
      - Megra Campion, 1923
      - Modernacris Willemse, 1931
      - Nerenia Bolívar, 1905
      - Noonacris Kevan, 1966
      - Paratarbaleus Ramme, 1941
      - Tarbaleopsis Ramme, 1930

  - Orthacridini Bolívar, 1905
    -       - Acropyrgus Descamps & Wintrebert, 1966
      - Ambositracris Dirsh, 1963
      - Burmorthacris Kevan, Singh & Akbar, 1964
      - Caprorhinus Saussure, 1899
      - Dyscolorhinus Saussure, 1899
      - Kuantania Miller, 1935
      - Neorthacris Kevan & Singh, 1964
      - Orthacris Bolívar, 1884
      - Pseudosphena Kevan & Akbar, 1964
      - Rakwana Henry, 1933
      - Vittisphena Kevan, 1956

  - Popoviini Kevan, & Akbar, 1964
    -       - Colemania Bolívar, 1910
      - Nilgiracris Kevan, 1964
      - Parorthacris Dirsh, 1958
      - Popovia Uvarov, 1952
      - Ramakrishnaia Bolívar, 1917

  - Sagittacridini Descamps & Wintrebert, 1966
    -       - Acanthopyrgus Descamps & Wintrebert, 1966
      - Sagittacris Dirsh, 1963

  - Verduliini Kevan, & Akbar, 1964
    -       - Meubelia Willemse, 1932
      - Philippyrgus Kevan, 1974
      - Spinacris Willemse, 1933
      - Verdulia Bolívar, 1905

  - tribu indeterminada
    -       - Megradina Storozhenko, 2004
- Pyrgomorphinae Brunner von Wattenwyl 1874
  - Atractomorphini Bolívar, 1905
    -       - Occidentosphena Kevan, 1956
      - Atractomorpha Saussure, 1862

  - Chlorizeinini Kevan, & Akbar, 1964
    - Chlorizeinina Kevan, & Akbar, 1964
      - Chlorizeina Brunner von Wattenwyl, 1893
      - Feacris Kevan, 1969
      - Pterorthacris Uvarov, 1921

    - Humpatellina Kevan, & Akbar, 1964
      - Cawendia Karsch, 1888
      - Humpatella Karsch, 1896
      - Pseudorubellia Dirsh, 1963

    - Marsabitacridina Kevan, & Akbar, 1964
      - Katangacris Kevan & Akbar, 1964
      - Marsabitacris Kevan, 1957

  - Chrotogonini Bolívar, 1904
    -       - Caconda Bolívar, 1884
      - Chrotogonus Serville, 1838
      - Shoacris Kevan, 1952
      - Stibarosterna Uvarov, 1953
      - Tenuitarsus Bolívar, 1904

  - Desmopterini Bolívar, 1905
    -       - Apodesmoptera Rehn, 1951
      - Desmoptera Bolívar, 1884
      - Desmopterella Ramme, 1941
      - Doriaella Bolívar, 1898
      - Menesesia Willemse, 1922
      - Menesesiella Kevan, 1963
      - Paradoriaella Willemse, 1961
      - Stenoxyphellus Ramme, 1941
      - Stenoxyphula Kevan, 1963
      - Stenoxyphus Blanchard, 1853

  - Dictyophorini Kirby, 1902
    -       - Camoensia Bolívar, 1882
      - Dictyophorus Thunberg, 1815
      - Loveridgacris Rehn, 1954
      - Maura Stål, 1873
      - Parapetasia Bolívar, 1884

  - Ichthyotettigini Kevan, Singh & Akbar, 1964
    -       - Ichthyotettix Rehn, 1901
      - Piscacris Kevan, Singh & Akbar, 1964
      - Pyrgotettix Kevan, Singh & Akbar, 1964
      - Sphenotettix Kevan & Akbar, 1964

  - Monistriini Kevan, & Akbar, 1964
    -       - Greyacris Rehn, 1953
      - Monistria Stål, 1873
      - Parastria Key, 1985
      - Pileolum Bolívar, 1917
      - Yeelanna Rehn, 1953

  - Omurini Kevan, 1961
    -       - Algete Bolívar, 1905
      - Minorissa Walker, 1870
      - Omura Walker, 1870

  - Petasidini Key, 1985
    -       - Petasida White, 1845
      - Scutillya Sjöstedt, 1921

  - Phymateini Bolívar, 1884
    - Phymateina Bolívar, 1884
      - Paraphymateus Dirsh, 1962
      - Phymateus Thunberg, 1815
      - Phyteumas Bolívar, 1904
      - Rutidoderes Westwood, 1837

    - Zonocerina Kevan, & Akbar, 1964
      - Physemophorus Krauss, 1907
      - Zonocerus Stål, 1873

  - Poekilocerini Burmeister, 1840
    -       - Poekilocerus Serville, 1831

  - Psednurini Burr, 1903
    -       - Propsednura Rehn, 1953
      - Psedna Key, 1972
      - Psednura Burr, 1903

  - Pseudomorphacridini Kevan, & Akbar, 1964
    -       - Pseudomorphacris Carl, 1916

  - Pyrgomorphini Brunner von Wattenwyl, 1874
    - Arbusculina Kevan, Akbar & Chang, 1975
      - Arbuscula Bolívar, 1905

    - Geloiodina Kevan, Akbar & Chang, 1975
      - Geloiodes Chopard, 1958

    - Parasphenina Kevan, & Akbar, 1964
      - Afrosphenella Kevan & Akbar, 1963
      - Chirindites Ramme, 1929
      - Parasphena Bolívar, 1884
      - Parasphenella Kevan, 1956
      - Parasphenula Kevan, 1956
      - Pezotagasta Uvarov, 1953
      - Stenoscepa Karsch, 1896

    - Pyrgomorphina Brunner von Wattenwyl, 1874
      - Anarchita Bolívar, 1904
      - Carinisphena Kevan, 1966
      - Laufferia Bolívar, 1904
      - Leptea Bolívar, 1904
      - Macroleptea Kevan, 1962
      - Ochrophlebia Stål, 1873
      - Ochrophlegma Bolívar, 1904
      - Phymella Uvarov, 1922
      - Plerisca Bolívar, 1904
      - Protanita Kevan, 1962
      - Punctisphena Kevan, 1961
      - Pyrgomorpha Serville, 1838
      - Pyrgomorphella Bolívar, 1904
      - Pyrgomorphellula Kevan & Hsiung, 1988
      - Pyrgomorphula Kevan & Akbar, 1963
      - Scabropyrgus Kevan, 1962
      - Somalopyrgus Kevan & Akbar, 1964
      - Tanita Bolívar, 1904
      - Tanitella Kevan, 1962
      - Zarytes Bolívar, 1904
      - †Miopyrgomorpha Kevan, 1964

  - Schulthessiini Kevan, & Akbar, 1964
    -       - Buyssoniella Bolívar, 1905
      - Schulthessia Bolívar, 1905

  - Sphenariini Bolívar, 1884
    - Mekongianina Kevan & Akbar, 1964
      - Mekongiana Uvarov, 1940
      - Mekongiella Kevan, 1966
      - Yunnanites Uvarov, 1925

    - Rubelliina Kevan & Akbar, 1964
      - Rubellia Stål, 1875

    - Sphenariina Bolívar, 1884
      - Jaragua Perez-Gelabert, Dominici & Hierro, 1995
      - Prosphena Bolívar, 1884
      - Sphenarium Charpentier, 1842

  - Sphenexiina Kevan & Akbar, 1964
    -       - Sphenexia Karsch, 1896
      - Xenephias Kevan, 1973

  - Tagastini Bolívar, 1905
    -       - Annandalea Bolívar, 1905
      - Tagasta Bolívar, 1905

  - Taphronotini Bolívar, 1904
    - Aularchina Kevan & Akbar, 1964
      - Aularches Stål, 1873

    - Taphronotina Bolívar, 1904
      - Taphronota Stål, 1873

  - tribu indeterminada
    -       - Eilenbergia Mason, 1979
      - Megalopyrga Baccetti, 1985
      - Paramekongiella Huang, 1990
      - Xiphipyrgus Kevan, 1982